# 崔振臬
崔振臬（16世紀—16世紀），號淑寰，廣東廣州府番禺縣人，明朝政治人物。

## 生平
崔振臬是萬曆四年（1576年）丙子科廣東鄉試舉人，八年（1580年）授博羅教諭，陞廣西懷遠知縣，十六年（1588年）調象山知縣，為政簡易，不事苛察，人民如慈母愛戴他，遇上海上戒嚴，他訓練土著，修葺兵器戎具，準備勁弩千餘分給守陣者，象山城池得以保全，又刊刻《王文成年譜》教育士子，後被降調，臨離任前向代理縣事的府同知悉心交代事項，縣民思念其功德，為他勒碑建祠，官至襄王府審理。

## 引用
1. 1 2  同治《番禺縣志·卷四十一·列傳十》：崔振臬，萬厯四年舉人，初知懷遠縣，調補象山，政平訟簡，不事苛察，小民戴若慈母，值海上戒嚴，訓練土著，葺除戎具，立備勁弩千餘分給守陣者，躬賈勇為士卒先，孤城恃以無恐，嘗刻《王文成年譜》以興起多士，左遷去，厯官襄府審理。 據阮通志、《浙江通志》修
2. ↑  乾隆《博羅縣志·卷五·秩官》：明 教諭……萬曆……崔振臬，番禺人，舉人，八年任
3. ↑  民國《象山縣志·卷二十一·名宦傳上》：崔振臬，號淑寰，番禺人，初任懷遠，調象山，政平訟簡，不事苛察，小民戴若慈母，值海上戒嚴，訓練土著、葺治戎具，立辦勁弩千餘分給守陴者，躬自奮勇為士卒先，孤城恃以無恐 乾隆志有「冒矢石」字，案此年無戰事，通志、府志皆不云冒矢石 ，捐俸刻《王文成年譜》風示邑人，以興起多士，忽聞左遷報，慨然曰：「昔居蠻瘴 案此言可知初任柳州府之懷遠，非鳳陽府之懷遠 ，今作波臣，勞苦逢謗，豈非命耶，丞某攝縣篆，遇之不復謹，振臬無幾微動言色，臨歧舉邑事未竟者悉心以吿，仍與揮淚而別，其宅心仁厚不忘象邑如此，邑人思之為勒碑建祠以報。 《浙江通志》、府志